# Санто-Стефано-ин-Аспромонте
Санто-Стефано-ин-Аспромонте (итал. Santo Stefano in Aspromonte) — коммуна в Италии, располагается в регионе Калабрия, подчиняется административному центру Реджо-ди-Калабрия.
Население составляет 1467 человек, плотность населения составляет 86 чел./км². Занимает площадь 17 км². Почтовый индекс — 89057. Телефонный код — 0965.
Покровителями коммуны почитаются Пресвятая Богородица (Madonna del Carmelo) и первомученик Стефан, празднование в предпоследнюю неделю августа и 26 декабря.

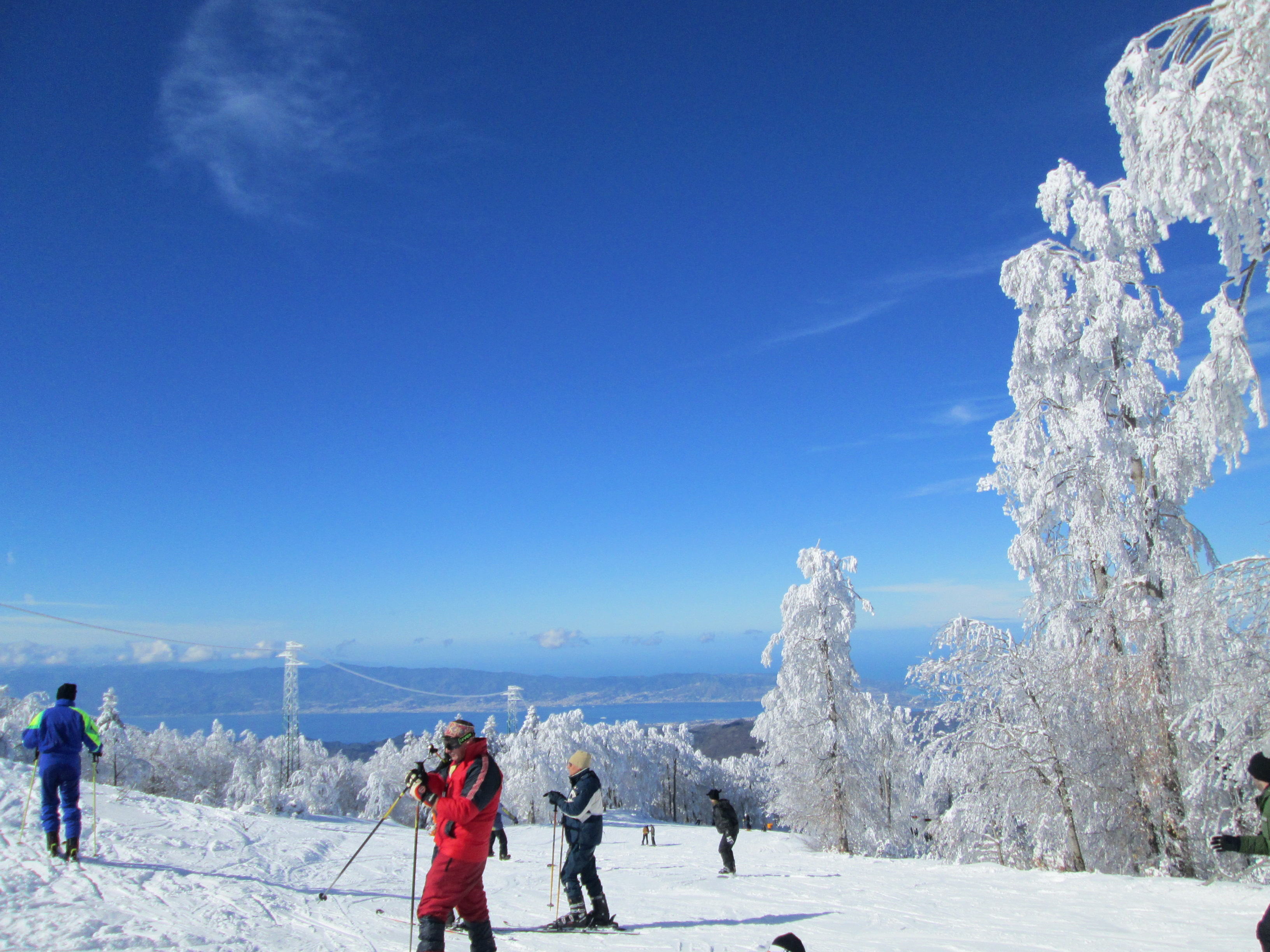
Горнолыжный курорт из Gambarie через Мессинский пролив в Санто-Стефано-ин-Аспромонте

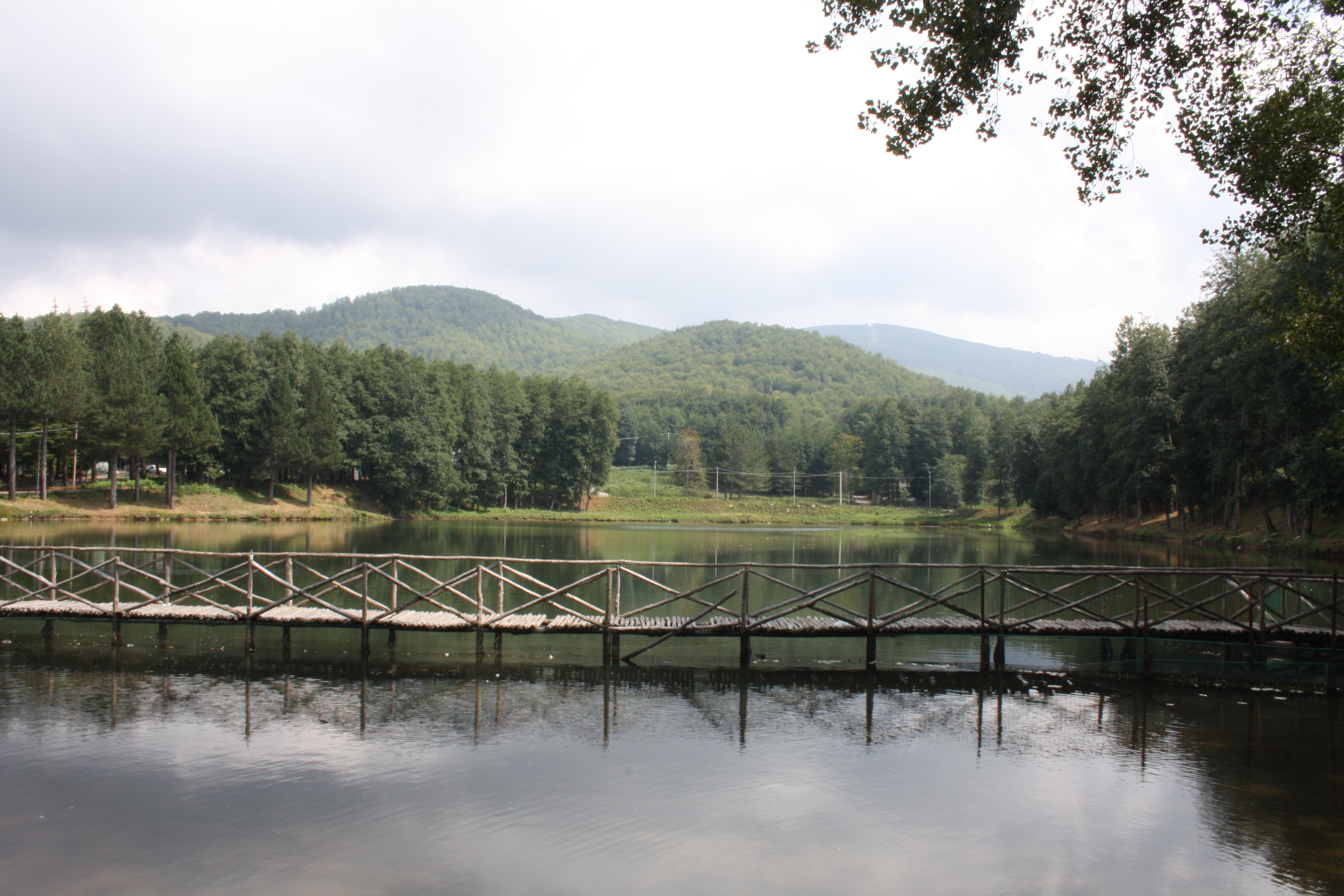
озеро Rumia

Соседние населённые пункты: Ладжанади, Реджо-Калабрия, Роккафорте-Дель-Греко, Сан-Роберто, Сант-Алессио-ин-Аспромонте, Шилла.